# Keith Szarabajka
Keith Szarabajka (nacido el 2 de diciembre de 1952) es un actor estadounidense.

## Biografía
Keith nació en Oak Park, Illinois, hijo de Anne, una maestra, y Edward Szarabajka. Asistió a la Universidad de Chicago, como también a la Universidad Trinity en San Antonio, Texas.
Tiene dos hijos: Caleb y Jack.

## Carrera
Su actuación es extensa, apareciendo en varios programas como ThE Equalizer, Profit, The X-Files, Star Trek: Voyager, Star Trek: Enterprise, Charmed, Roswell, 24, Max Steel, The Inside, y Law & Order.
También participó en series de televisión como Ángel y en videojuegos es reconocido por hacer la voz del Heraldo, enemigo destacado de la Saga Mass Effect, por hacer de detective Herschel Biggs en L.A. Noire y por hacer la voz de Joshua Graham en el DLC de Fallout: New vegas, Honest Hearts.

## Filmografía

### Film
| Año  | Título                             | Rol               | Notas                |
| ---- | ---------------------------------- | ----------------- | -------------------- |
| 1980 | Simon                              | Josh              |                      |
| 1982 | Missing                            | David Holloway    |                      |
| 1984 | Protocol                           | Crowe             |                      |
| 1985 | Warning Sign                       | Tippett           |                      |
| 1985 | Marie                              | Kevin McCormack   |                      |
| 1986 | Billy Galvin                       | Donny             |                      |
| 1987 | Walker                             | Timothy Crocker   |                      |
| 1989 | Staying Together                   | Kevin Burley      |                      |
| 1992 | Under Cover of Darkness            | Clayton Dooley    |                      |
| 1993 | A Perfect World                    | Terry James Pugh  |                      |
| 1994 | Andre                              | Billy Baker       |                      |
| 1998 | Dancer, Texas Pop. 81              | Squirrel's Father |                      |
| 2002 | We Were Soldiers                   | Diplomático Spook |                      |
| 2002 | The Wild Thornberrys Movie         | Cazador furtivo   | Voz                  |
| 2008 | The Dark Knight                    | Gerard Stephens   |                      |
| 2008 | Dead Space: Downfall               | Dr. Terrence Kyne | Voz, directo a video |
| 2011 | Transformers: Dark of the Moon     | Laserbeak         | Voz                  |
| 2012 | Argo                               | Adam Engell       |                      |
| 2013 | The Insomniac                      | Ted Lemont        |                      |
| 2015 | Batman Unlimited: Animal Instincts | Silverback        | Voz, directo a video |
| 2018 | City of Lies                       | Sargento Reese    |                      |
| 2019 | DC Showcase: Death                 | Supervisor        | Voz, corto           |
| 2020 | Batman: Death in the Family        | Supervisor        | Voz, directo a video |
| 2021 | Encounter                          | Grant             |                      |

### Televisión
| Año     | Título                                   | Rol                                    | Notas                                                    |
| ------- | ---------------------------------------- | -------------------------------------- | -------------------------------------------------------- |
| 1984    | Miami Vice                               | Joey Bramlette                         | Episodio: "Glades"                                       |
| 1985–89 | The Equalizer                            | Mickey Kostmayer                       | 56 episodios                                             |
| 1986    | Adam's Apple                             | Garth Russell                          | Film para TV                                             |
| 1986    | ABC Afterschool Special                  | Peter Desmond                          | Episodio: "Wanted: The Perfect Guy"                      |
| 1987    | The Misfit Brigade                       | Sargento Wilhelm "Old Man" Beier       | Film para TV                                             |
| 1991    | Golden Years                             | Harlan Williams                        | 7 episodios                                              |
| 1992–97 | Law & Order                              | Harry Sibelius, Neil Gorton            | 4 episodios                                              |
| 1993    | The Young Indiana Jones Chronicles       | Coronel Waters                         | Episodio: "Transylvania, January 1918"                   |
| 1994    | 3×3 Eyes                                 | Profesor Fujii, Ryouko                 | Voz, doblaje al inglés                                   |
| 1994    | North and South                          | Capitán Venable                        | 2 episodios                                              |
| 1994    | Duckman                                  | Voces adicionales                      | Episodio: "Gripes of Wrath"                              |
| 1994    | Under Suspicion                          | Wayne McCabe                           | 2 episodios                                              |
| 1994    | Babylon 5                                | Matthew Stoner                         | Episodio: "Soul Mates"                                   |
| 1995–97 | Aaahh!!! Real Monsters                   | Corpus, Skritch, Dean                  | Voz, 3 episodios                                         |
| 1996    | Kung Fu: The Legend Continues            | Christianson                           | Episodio: "Circle of Light"                              |
| 1996–97 | Profit                                   | Charles Henry "Chaz" Gracen            | 8 episodios                                              |
| 1996    | The Burning Zone                         | Gordon Kinnock                         | Episodio: "Lethal Injection"                             |
| 1996    | Walker, Texas Ranger                     | Hendricks                              | Episodio: "Redemption"                                   |
| 1996    | Early Edition                            | Paul                                   | Episodio: "After Midnight"                               |
| 1997    | Extreme Ghostbusters                     | Crainiac líder                         | Voz, episodio: "Deadliners"                              |
| 1997–98 | Spy Game                                 | Piotr "Shank" Reshankov, El Presidente | 5 episodios                                              |
| 1998    | Timecop                                  | Cromwell                               | Episodio: "The Future, Jack, the Future"                 |
| 1998–99 | The Wild Thornberrys                     | Kip O'Donnell                          | Voz                                                      |
| 1998    | The Angry Beavers                        | Spootimus, Maximus                     | Voz, episodio: "Friends, Romans, Beavers!"               |
| 1998    | Vengeance Unlimited                      | Dr. Alan Walker                        | Episodio: "Victim of Circumstance"                       |
| 1999    | Honey, I Shrunk the Kids: The TV Show    | Powell Weltmeister                     | Episodio: "Honey, I'm King of the Rocket Guys"           |
| 1999    | Diagnosis: Murder                        | Flynn                                  | Episodio: "Never Say Die"                                |
| 1999    | Godzilla: The Series                     | Philippe Roaché                        | Voz, episodio: "An Early Frost"                          |
| 1999    | Thanks                                   | Reverendo Goodacre                     | 5 episodios                                              |
| 2000    | Men in Black: The Series                 | Voces adicionales                      | Voz, episodio: "The Lights Out Syndrome"                 |
| 2000    | Roughnecks: Starship Troopers Chronicles | Teniente Rockford                      | Voz, episodio: "D-Day"                                   |
| 2000    | Pacific Blue                             | Malcolm Cross                          | Episodio: "A Thousand Words"                             |
| 2000    | Becker                                   | Wayne                                  | Episodio: "The Roast That Ruined Them"                   |
| 2000    | Party of Five                            | Oliver                                 | Episodio: "Blast from the Past"                          |
| 2000    | Touched by an Angel                      | Barkley Stubbs                         | Episodio: "The Face on the Bar Room Floor"               |
| 2000    | Star Trek: Voyager                       | Teero Anaydis                          | Episodio: "Repression"                                   |
| 2000    | The X-Files                              | Anthony Tipet                          | Episodio: "Via Negativa"                                 |
| 2000–02 | Max Steel                                | Psicótico, Jean Mairot, Luke DeMarco   | Voz, 10 episodios                                        |
| 2001    | Roswell                                  | Dan Lubetkin                           | 2 episodios                                              |
| 2001    | Kate Brasher                             | Bryce Taylor                           | Episodio: "Simon"                                        |
| 2001    | The Division                             | Brett Harper                           | Episodio: "Absolution"                                   |
| 2001    | The Zeta Project                         | Rodin Krick                            | Voz, episodio: "Taffy Time"                              |
| 2001    | Batman Beyond                            | Bracelet Kobra                         | Voz, episodio: "Unmasked"                                |
| 2001–02 | Angel                                    | Daniel Holtz                           | 11 episodios                                             |
| 2002    | Star Trek: Enterprise                    | Damrus                                 | Episode: "Rogue Planet"                                  |
| 2002    | She Spies                                | Liev Schrieber                         | Episodio: "Fondles"                                      |
| 2002    | ER                                       | Sr. DeLuca                             | Episodio: "One Can Only Hope"                            |
| 2002    | Crossing Jordan                          | Peter Nash                             | Episodio: "Don't Look Back"                              |
| 2003    | The Mummy                                | Rey Fodden                             | Voz, episodioe: "The Cold"                               |
| 2003    | Spider-Man: The New Animated Series      | Matón del Kingpin                      | Voz, episodio: "Royal Scam"                              |
| 2003    | Teen Titans                              | Trigon                                 | Voz, episodio: "Nevermore"                               |
| 2003    | Charmed                                  | Zahn                                   | Episodio: "Soul Survivor"                                |
| 2004    | Megas XLR                                | Ator                                   | Voz, episodio: "Ice Ice Megas"                           |
| 2005    | Unscripted                               | Chofer de limusina                     | 1 episodio                                               |
| 2005    | Numbers                                  | Cricket / Frank Milton                 | Episodio: "Sabotage"                                     |
| 2005    | Avatar: The Last Airbender               | Voces adicionales                      | Voz, episodio: "Imprisoned"                              |
| 2005    | 24                                       | Robert Morrison                        | 2 episodios                                              |
| 2005    | Into the West                            | Gobernador L. Stanford                 | Episodio: "Hell on Wheels"                               |
| 2005    | A.T.O.M.                                 | Dragón                                 | Voz, episodio: "Enter the Dragon"                        |
| 2006    | The Inside                               | Arlen Dallas                           | Episodio: "Gem"                                          |
| 2008    | Eleventh Hour                            | Agente Whittier                        | Episodio: "Savant"                                       |
| 2008    | Prison Break                             | David Baker                            | Episodio: "The Legend"                                   |
| 2008–10 | Cold Case                                | Patrick Hogan, Patrick Doherty         | 5 episodios                                              |
| 2009    | CSI: Crime Scene Investigation           | Randy                                  | Episodio: "Disarmed and Dangerous"                       |
| 2009    | Archer                                   | Crenshaw                               | Voz, episodio: "Mole Hunt"                               |
| 2010–11 | Sons of Anarchy                          | Viktor Putlova                         | 3 episodios                                              |
| 2010    | Terriers                                 | Agente de la DEA Samuel Weisdorf       | Episodio: "Agua Caliente"                                |
| 2010–11 | Young Justice                            | Mr. Freeze                             | Voz, 2 episodios                                         |
| 2011    | G.I. Joe: Renegades                      | Guardián, Preso #1                     | Voz, 2 episodios                                         |
| 2012    | Generator Rex                            | Voces adicionales                      | Voz, episodio: "Deadzone"                                |
| 2012    | Ultimate Spider-Man                      | Living Laser                           | Voz, episodio: "Flight of the Iron Spider"               |
| 2012    | The Avengers: Earth's Mightiest Heroes   | Ronan the Accuser                      | Voz, episodio: "Welcome to the Kree Empire"              |
| 2012    | Elementary                               | Wade Crewes                            | Episodio: "One Way to Get Off"                           |
| 2013    | Criminal Minds                           | Detective Hardy Friedman               | Episodio: "All That Remains"                             |
| 2014    | Castle                                   | James Grady                            | Episodio: "Once Upon a Time in the West"                 |
| 2014–18 | Star Wars Rebels                         | Cikatro Vizago                         | Voz, 8 episodios                                         |
| 2016    | Pretty Little Liars                      | Dr. E. Cochran                         | Episodio: "Exes and OMGs"                                |
| 2016–19 | Supernatural                             | Donatello Redfield                     | 9 episodios                                              |
| 2018    | Summer Camp Island                       | Voces adicionales                      | Voz, episodio: "Monster Babies"                          |
| 2020    | 9-1-1                                    | Rory                                   | Episodio: "What's Next?"                                 |
| 2022    | Close Enough                             | Sam "The Sandman" Fenders              | Voz, episodio: "Where the Buffalo Roam/Venice Vengeance" |

### Videojuegos
| Year    | Title                                            | Role                                                                | Notes                                          |
| ------- | ------------------------------------------------ | ------------------------------------------------------------------- | ---------------------------------------------- |
| 1996    | Soviet Strike                                    | Presidente Yeltsin                                                  |                                                |
| 1998    | Grim Fandango                                    | Bowlsley, Hombre en uniciclo                                        |                                                |
| 2000    | Star Wars: Force Commander                       | Dewback Trooper, Infiltrator, Piloto de TIE Fighter                 |                                                |
| 2000    | Escape from Monkey Island                        | Reverendo Rasputin                                                  |                                                |
| 2000    | The Wild Thornberrys: Rambler                    | Kip O'Donnell                                                       |                                                |
| 2001    | Command & Conquer: Yuri's Revenge                | Voces varias                                                        |                                                |
| 2001    | Max Steel: Covert Missions                       | Psycho                                                              |                                                |
| 2002    | Pirates: The Legend of Black Kat                 | Hawke                                                               |                                                |
| 2002    | Soldier of Fortune II: Double Helix              | Sargento Peterson                                                   |                                                |
| 2002    | Earth and Beyond                                 | Profesor Nostradamaus Smythe                                        |                                                |
| 2003    | Enter the Matrix                                 | Voces varias                                                        |                                                |
| 2003    | Gladius                                          | Voces varias                                                        |                                                |
| 2003    | Crimson Skies: High Road to Revenge              | Kahn, Die Spinne                                                    |                                                |
| 2003    | James Bond 007: Everything or Nothing            | Arkady Yayakov                                                      |                                                |
| 2004    | Tales of Symphonia                               | Efreet                                                              |                                                |
| 2004    | Spider-Man 2                                     | Sr. Aziz                                                            |                                                |
| 2004    | The Bard's Tale                                  | Voces varias                                                        |                                                |
| 2004    | EverQuest II                                     | Voces varias                                                        | También en Desert of Flames                    |
| 2004    | Viewtiful Joe 2                                  | Jet Black                                                           |                                                |
| 2005    | Xenosaga Episode II                              | Jefe, Vanderkam                                                     |                                                |
| 2005    | Madagascar                                       | Reggie the Rhino, Big Louie, Policía                                |                                                |
| 2005    | Tom Clancy's Rainbow Six: Lockdown               | Voces varias                                                        |                                                |
| 2005    | Ultimate Spider-Man                              | Wolverine                                                           |                                                |
| 2005    | Viewtiful Joe: Red Hot Rumble                    | Jet Black                                                           |                                                |
| 2005    | Darkwatch                                        | Lazarus                                                             |                                                |
| 2006    | Splinter Cell: Essentials                        | Emile Dufraisne                                                     |                                                |
| 2006    | Xenosaga Episode III                             | Dmitri Yuriev, Helmer                                               |                                                |
| 2006    | Saints Row                                       | Residente de Stilwater                                              |                                                |
| 2006    | Company of Heroes                                | Voces varias                                                        |                                                |
| 2006    | Tom Clancy's Splinter Cell: Double Agent         | Emile Dufraisne                                                     |                                                |
| 2006    | Guild Wars Nightfall                             | Amo de los Susurros, voces varias                                   |                                                |
| 2006    | The Sopranos: Road to Respect                    | Dr. Adams, voces varias                                             |                                                |
| 2006    | Gothic III                                       | Xardas                                                              |                                                |
| 2007    | Titan Quest: Immortal Throne                     | Voces varias                                                        |                                                |
| 2007    | Command & Conquer 3: Tiberium Wars               | Voces varias                                                        |                                                |
| 2007    | Transformers: The Game                           | Decepticons, voces varias                                           |                                                |
| 2007    | Transformers: Decepticons                        | Drones, voces varias                                                |                                                |
| 2007    | Transformers: Autobots                           | Drones, voces varias                                                |                                                |
| 2007    | Supreme Commander: Forged Alliance               | General Hall                                                        |                                                |
| 2007    | Mass Effect                                      | Executor Pallin, Lilihierax                                         |                                                |
| 2007    | Universe at War: Earth Assault                   | Kamal Rex, Marine Militar, Soldado de Novus Reflez                  |                                                |
| 2008    | Condemned 2: Bloodshot                           | Patron, Inferi, Speedballer                                         |                                                |
| 2008    | Command & Conquer 3: Kane's Wrath                | Voces varias                                                        |                                                |
| 2008    | Ratchet & Clank Future: Quest for Booty          | Mayor Barnabus Worley                                               |                                                |
| 2008    | Dead Space                                       | Dr. Terrence Kyne                                                   |                                                |
| 2008    | Saints Row 2                                     | Voces varias                                                        |                                                |
| 2008    | Spider-Man: Web of Shadows                       | Venom                                                               |                                                |
| 2009    | Red Faction Guerrilla                            | Voces varias                                                        |                                                |
| 2009    | Dragon Age: Origins                              | Voces varias                                                        |                                                |
| 2009    | Warhammer 40,000: Dawn of War II                 | Wraithlords                                                         |                                                |
| 2010    | Darksiders                                       | Azrael                                                              |                                                |
| 2010    | Mass Effect 2                                    | Harbinger                                                           | También en el DLC Arrival                      |
| 2010    | BioShock 2                                       | Reed Wahl                                                           | También en el DLC Minerva's Den                |
| 2010    | Fallout: New Vegas                               | Joshua Graham                                                       |                                                |
| 2010    | Supreme Commander 2                              | Voces varias                                                        |                                                |
| 2010    | Warhammer 40,000: Dawn of War II – Chaos Rising  | Diomedes, Wraithguard, Chaos                                        |                                                |
| 2010    | Transformers: War for Cybertron                  | Ironhide                                                            |                                                |
| 2010    | Spider-Man: Shattered Dimensions                 | Voces varias                                                        |                                                |
| 2010    | Quantum Theory                                   | Franz, Xex                                                          |                                                |
| 2010    | Call of Duty: Black Ops                          | Voces varias                                                        |                                                |
| 2011    | Dead Space 2                                     | Voces varias                                                        |                                                |
| 2011    | Dissidia 012 Final Fantasy                       | Gilgamesh                                                           |                                                |
| 2011    | Warhammer 40,000: Dawn of War II – Retribution   | Caos Voice de Dios, Diomedes, Wraithguard, Wraithlord               |                                                |
| 2011    | Dragon Age II                                    | Bartrand Tethras, Maraas                                            |                                                |
| 2011    | L.A. Noire                                       | Herschel Biggs                                                      |                                                |
| 2011    | Fallout: New Vegas                               | Joshua Graham                                                       | DLC Honest Hearts                              |
| 2011    | X-Men: Destiny                                   | Bastion, voces varias                                               |                                                |
| 2011    | Spider-Man: Edge of Time                         | Voces varias                                                        |                                                |
| 2011–15 | Saga Skylanders                                  | Flameslinger                                                        |                                                |
| 2011    | The Lord of the Rings: War in the North          | Urgost                                                              |                                                |
| 2011    | The Elder Scrolls V: Skyrim                      | Dumner (Hombre)                                                     | También en el DLC Dragonborn                   |
| 2011    | Star Wars: The Old Republic                      |                                                                     | También en el DLC Knights of the Fallen Empire |
| 2012    | Kingdoms of Amalur: Reckoning                    | Ciudadano de Adessa, Ciudadano de Rathir, Escolar, Soldado, Gorrión |                                                |
| 2012    | Asura's Wrath                                    | Kalrow                                                              |                                                |
| 2012    | Mass Effect 3                                    | Asistente en C-Sec, Soldado Turian, Oficial del Puerto              |                                                |
| 2012    | The Amazing Spider-Man                           | Oscorp Security                                                     |                                                |
| 2012    | Darksiders II                                    | Crowfather, El Escriba, Wicked K, Nephilim Whispers                 |                                                |
| 2012    | Transformers: Fall of Cybertron                  | Ironhide                                                            |                                                |
| 2012    | Guild Wars 2                                     | Voces varias                                                        |                                                |
| 2012    | Halo 4                                           | El Didacta                                                          |                                                |
| 2012    | Lego The Lord of the Rings                       | Voces varias                                                        |                                                |
| 2012    | Call of Duty: Black Ops II                       | Russman, Sobreviviente #4                                           |                                                |
| 2013    | Dead Space 3                                     | General Spencer Mahad, voces varias                                 |                                                |
| 2013    | BioShock Infinite                                | Cornelius Slate                                                     |                                                |
| 2013    | Teenage Mutant Ninja Turtles: Out of the Shadows | The Kraang                                                          |                                                |
| 2013    | Hearthstone                                      | Oculeth                                                             |                                                |
| 2014    | The Elder Scrolls Online                         | Voces varias                                                        |                                                |
| 2014    | WildStar                                         | Coronel Audax, Maelstrom, Noximind                                  |                                                |
| 2014    | Transformers: Rise of the Dark Spark             | Ironhide, Autobot Titan                                             |                                                |
| 2014    | Tales from the Borderlands                       | Rudiger                                                             |                                                |
| 2015    | Final Fantasy Type-0 HD                          | Gilgamesh                                                           |                                                |
| 2015    | Batman: Arkham Knight                            | Bombero Daniell, Bombero Scott, La Orden                            |                                                |
| 2015    | Metal Gear Solid V: The Phantom Pain             | Soldados                                                            |                                                |
| 2015    | Fallout 4                                        | John-Caleb Bradberton, Ghouls Hombres, Científico en el Vault-Tec   | También en el DLC Nuka-World                   |
| 2016    | World of Warcraft: Legion                        | Jefe Telemancer Oculeth                                             |                                                |
| 2016    | Mafia III                                        | Voces varias                                                        |                                                |
| 2016    | World of Final Fantasy                           | Gilgamesh                                                           |                                                |
| 2016    | Dishonored 2                                     | Ciudadano de clase media                                            | También en el DLC Death of the Outsider        |
| 2017    | Batman: The Enemy Within                         | Harvey Bullock, Receptionista, Matón #7, Civil #2                   |                                                |
| 2018    | Call of Duty: Black Ops 4                        | Russman                                                             |                                                |
| 2018    | Fallout 76                                       | Dr. Edgar Blackburn                                                 | DLC Steel Dawn                                 |
| 2018    | Marvel Powers United VR                          | Venom                                                               |                                                |
| 2019    | Rage 2                                           | Rusty Junior, Guardias de Wellspring                                |                                                |
| 2019    | Darksiders Genesis                               | Wicked Killington                                                   |                                                |
| 2021    | Halo Infinite                                    | Tovarus                                                             |                                                |
| 2022    | Chocobo GP                                       | Gilgamesh                                                           |                                                |
| 2022    | Stranger of Paradise: Final Fantasy Origin       | Gilgamesh                                                           |                                                |